# Цискарідзе Микола Максимович
Мико́ла Макси́мович Цискарі́дзе (нар. 31 грудня 1973, Тбілісі, Грузинська РСР, СРСР) — російський артист балету, прем'єр Великого театру, народний артист Росії (2001).

## Біографія
Народився 31 грудня 1973 року в Тбілісі.
В 1984 році вступив до Тбіліського хореографічного училища, а з 1987 року продовжив своє навчання у Московському академічному хореографічному училищі у класі професора П. А. Пестова. Вже в шкільні роки М. Цискарідзе станцював такі важкі твори, як «Класичне па-де-де» В. Гзовского, па-де-де з балету «Фестиваль квітів у Джензано» А. Бурнонвіля і низку інших творів.
Після закінчення МАХУ в 1992 р. на запрошення Ю. Н. Григоровича, М. Цискарідзе прийнятий у балетну трупу Великого театру Росії, де швидко зайняв положення провідного соліста, а потім прем'єра. Одночасно продовжував свою освіту в Московському державному хореографічному інституті, який закінчив 1996 року. Свої перші ролі Микола Цискарідзе готував із Г. С. Улановою та М. Р. Сімачовим, а далі займався з М. Т. Семеновою та М. Б. Фадеєчевим.
У Великому театрі станцював майже весь кордебалетний репертуар, а потім став виконувати невеликі, але досить складні партії: Французьку ляльку в «Лускунчик», Конферансьє у «Золотому столітті», Юнака в «Шопеніані», Блакитного птаха в «Сплячій красуні» та інші ролі. Незабаром йому стали доручати провідні партії в усіх основних виставах класичного репертуару: в «Лебединому озері», «Лускунчик» і «Сплячої красуні», в «Раймонда» та «Баядерці», в «Сільфіді» та «Жизелі», а також у сучасних балетах: «Любов'ю за любов», «Паганіні», «Симфонія до мажор», «Пікова дама» тощо.
Крім того, в репертуарі Цискарідзе існують і невеликі одноактні балети та танцювальні номери, які він з успіхом виконує як на сцені театру, так і в концертах і на гастролях: «Видіння Троянди» в постановці М. Фокіна, «Нарцис» у постановці К. Голейзовський, «Класичне па-де-де» на музику Л. Обера, па-де-де з балетів «Корсар», «Фестиваль квітів у Джензано». Н. Цискарідзе багато гастролює по всьому світу, має численні звання і нагороди. Живе і працює в Москві. Брав участь у телевізійному шоу «Танці з зірками» на телеканалі «Росія» як постійний член журі танцювального конкурсу. Веде передачу «Шедевры мирового музыкального театра» на телеканалі «Культура».
Восени 2003 року на сцені Паризького театру під час репетиції Микола Цискарідзе отримав серйозну травму — розрив зв'язки у колінному суглобі. Після операції та тривалої перерви артист все ж зумів повернутись на велику сцену.

## Громадська діяльність
У березні 2014 року разом з іншими російськими культурними діячами підписав листа на підтримку позиції президента Росії щодо російської військової інтервенції в Україну.
Фігурант бази даних центру «Миротворець».

## Звання
- 1997 — Заслужений артист Російської Федерації
- 2000 — Член Спілки театральних діячів Росії
- 2001 і 2003 — Лауреат Державної премії Росії за виконання головних ролей у спектаклях «Спляча красуня», «Жізель», «Баядерка», «Раймонда», «Пікова дама»
- 2001 — Народний артист Російської Федерації[3]

## Нагороди
- 1992 — Стипендіат Міжнародної благодійної програми «Нові імена»
- 1995 — Срібна медаль на VII Міжнародному конкурсі артистів балету в м. Осака, Японія
- 1995 — Приз журналу «Балет» «Душа танца» по номінації «Зірка, що сходить»
- 1997 — Перша премія та Золота медаль на VIII Міжнародному конкурсі артистів балету в Москві та Персональний приз Пітера ван дер Слота «За збереження традицій російського класичного балету»
- 1997 — Диплом товариства любителів балету «Сильфіда» — «Найкращий танцівник 1997 р.»
- 1997 — Національна театральна премія «Золота Маска» по номінації «Найкраща чоловіча роль»
- 1999 — Приз «Бенуа де ля данс» по номінації «Найкращий танцівник року»
- 2000 — Національна театральна премія «Золота Маска» по номінації «Найкраща чоловіча роль»
- 2000 — Премія Мерії Москви в області літератури і мистецтва
- 2001 — Звання «Народний артист Російської Федерації»
- 2001 — Лауреат Державної премії Росії
- 2002 — Премія «Danza і Danza» в номінації «Найкращий Etoile 2002», Італія
- 2003 — Національна театральна премія «Золота Маска» по номінації «Найкраща чоловіча роль» за партію Германа в балеті «Пікова дама»
- 2003 — Орден Честі Грузії
- 2003 — Премія «Тріумф»
- 2003 — Лауреат Державної премії Росії
- 2006 — Кавалер французького Ордена мистецтв і літератури
- 2006 — Міжнародна премія миру Об'єднаної культурної конвенції США «За видатні особисті досягнення на благо світового співтовариства».